# Black Friday (commerce)
Pour les articles homonymes, voir Black Friday.
Aux États-Unis et au Canada, le Black Friday (litt. « Vendredi noir ») ou le Vendredi fou au Québec,, est un évènement commercial d'une journée qui se déroule le vendredi suivant la date aux États-Unis de la fête de Thanksgiving (le quatrième jeudi du mois de novembre). Ce vendredi marque traditionnellement le coup d’envoi de la période des achats des fêtes de fin d'année. Plusieurs commerçants profitent de ce moment pour proposer des remises importantes, mais les modalités sont contestées.
En 2015, 67,6 milliards de dollars ont été dépensés aux États-Unis au cours du week-end du Black Friday, une somme en augmentation quasi constante depuis 2005, ce qui en fait le jour le plus lucratif pour les commerces de ce pays. Les consommateurs américains ont effectué 100 millions de déplacements dans des commerces le vendredi même. Cet évènement commercial s'est depuis propagé hors du continent américain, pour arriver notamment sur le continent européen dans les années 2010 où il est de plus en plus mis en avant par les diverses enseignes commerciales.
En réaction à ce qui est dénoncé comme un évènement poussant à la surconsommation, divers acteurs (comme Youth for Climate et Extinction Rebellion) ont mis en place des actions pour s’opposer au Black Friday.

## Origine
Aux États-Unis, le Black Friday désigne le vendredi qui suit Thanksgiving (« action de grâce »), donc le lendemain du quatrième jeudi du mois de novembre. Le Black Friday est un grand jour de soldes qui lance la saison des achats de fin d'année. Au Canada, ce jour de reconnaissance est célébré le deuxième lundi d'octobre, soit le Jour de Christophe Colomb aux États-Unis[réf. souhaitée].
Dans la presse, le terme apparaît pour la première fois dans un article de 1951. Il désigne alors, pour les employeurs, le long week-end que prennent leurs employés. Ils ont ainsi un jour de congé le vendredi, ce qui provoque des embouteillages importants sur les routes. Les policiers utilisent aussi l'expression « Black Friday » pour désigner leurs heures supplémentaires durant ce week-end de festivités,,,.
Quelques années plus tard, les achats du lendemain de Thanksgiving permettaient de sortir « du rouge » et donc d'écrire à l'encre noire les nouveaux chiffres positifs, d'où l'expression de « vendredi noir ».

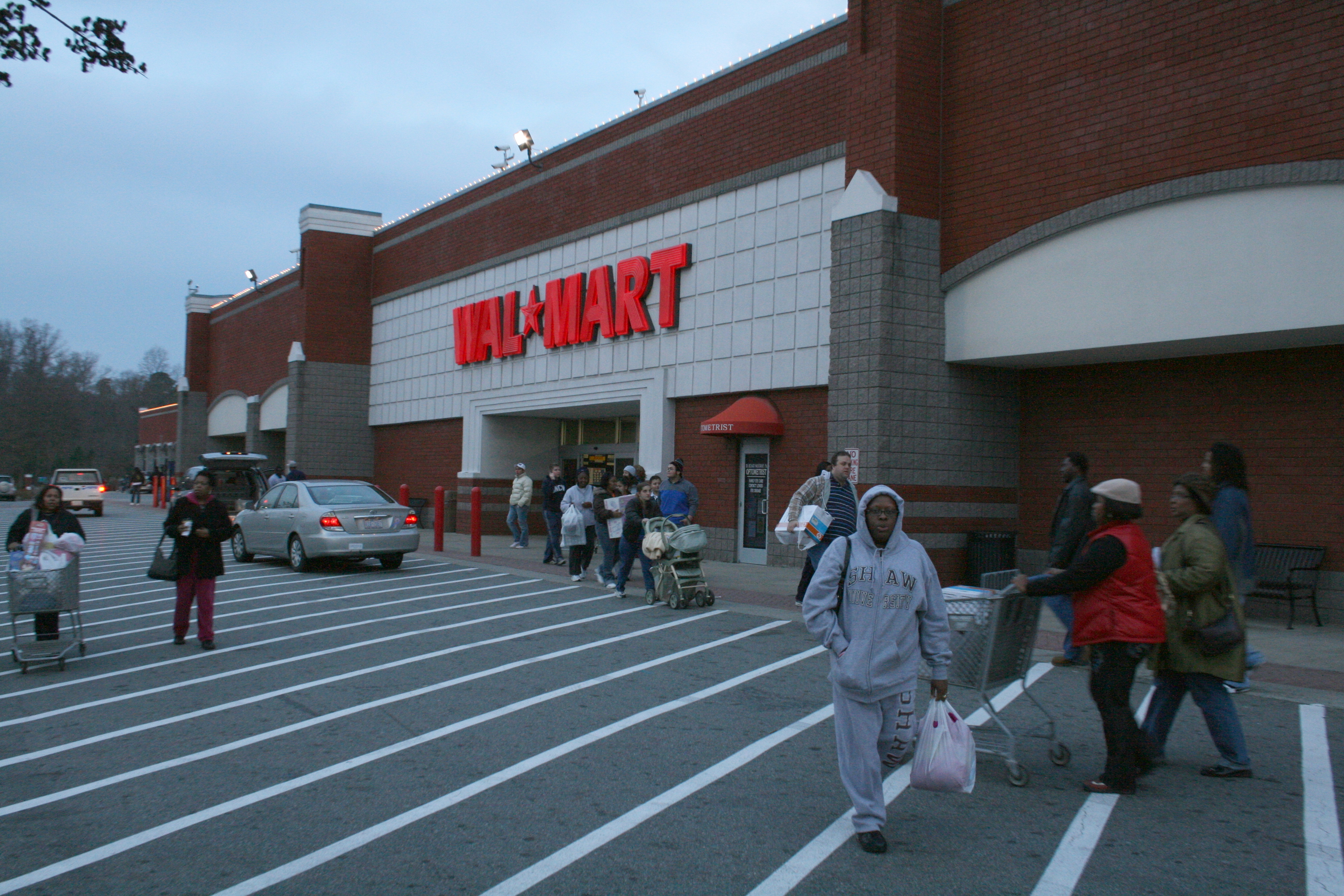
Des acheteurs matinaux lors du Black Friday dans un magasin Walmart à Durham en Caroline du Nord (2008).

C'est dans les années 1970 que les enseignes américaines décident d'adopter cette expression pour désigner le début des achats de Noël. Au cours de ce vendredi, les boutiques et magasins lancent des périodes de soldes pour cibler les consommateurs à la recherche des meilleures remises.[réf. souhaitée]
En 2013, une rumeur sans fondement a prétendu que le Black Friday avait pour origine une tradition esclavagiste.
En 2017, selon Heikki Väänänen, PDG d'HappyOrNot, une société spécialisée dans la satisfaction client, le taux de satisfaction des consommateurs américains pendant le « Black Friday » a chuté de 7,5 % cette année. Selon lui, « année après année, les consommateurs se lassent ».

## En France

### Historique
En France, le Black Friday prend principalement son essor avec Internet. Quelques enseignes profitent de l'occasion et proposent des remises importantes, valables seulement 24 h (durée traditionnelle du Black Friday) ou parfois pendant tout le weekend qui suit. Cette démarche commerciale est de plus en plus marquée sur le territoire français.
C'est là une particularité française car, aux États-Unis, lors du Black Friday, les grosses promotions ont directement lieu dans les magasins[réf. nécessaire]. C'est seulement le lundi suivant, appelé le Cyber Monday, que les commerçants proposent des réductions de prix sur leur site Internet. En France, le Cyber Monday existe également, mais n'est alors qu'une prolongation du Black Friday puisque tout se passe essentiellement sur Internet du vendredi au lundi. Cette période est d'ailleurs appelée « Cyber-Week » (cyber semaine).
En France, cette journée de promotions massives, touchant aussi des produits habituellement peu soldés (ordinateurs, smartphones…), démarre timidement en 2013, pour prendre son envol en 2016.
En 2014, Auchan, la Fnac, Darty, La Redoute, Leroy Merlin et Géant Casino, entre autres, lancent le Black Friday dans leurs magasins français.
Depuis, l’intérêt des Français pour l’événement augmente chaque année. En novembre 2016, les recherches Google relatives au Black Friday ont plus que doublé par rapport à la même période l’année précédente, atteignant le nombre de 2,4 millions. En 2015 et 2016, Amazon et Cdiscount sont les sites marchands les plus visités par les Français à l'approche du Black Friday, suivis de la Fnac, SFR et Darty. Les catégories de produits les plus plébiscitées pendant le Black Friday en 2016 étaient l’électronique, la maison et la mode.
En 2015, à la suite des attentats terroristes de Paris du vendredi 13 novembre, le délégué général de la Fédération du e-commerce et de la vente à distance (Fevad) annonce que l'événement commercial Black Friday sera renommé, pour cette année-là, « Jour XXL », « par respect pour les familles ». Si l'appellation XXL perdure dans certaines enseignes, l'expression Black Friday est largement revenue dès 2016,.
En 2017, le Black Friday n'a plus lieu uniquement sur Internet, mais de plus en plus dans des enseignes physiques, comme s'il s'agissait des soldes[réf. nécessaire].
Fin mars 2018, six marchands en ligne français lancent les « French Days », un événement similaire au Black Friday américain. De nombreuses réductions sont annoncées pendant quelques jours. L'objectif est de relancer l'activité pendant cette période creuse de l'année, mais aussi de concurrencer l'américain Amazon. L'événement, qui se déroule un mois avant les soldes d'été et devrait se reconduire chaque année, est finalement suivi par d'autres boutiques, dont Amazon lui-même,,. Selon un rapport du comparateur de prix Idealo, la seconde édition des soldes « French days » a été peu suivie, avec une augmentation de 15 % du trafic contre 112 % pour le Black Friday 2017, notamment à cause d'un nombre limité de participants.
En 2020, à la suite des mesures de confinement mises en place depuis le 31 octobre 2020 afin de lutter contre la propagation de la deuxième vague du Coronavirus, le ministre des Finances, Bruno Le Maire, invite les distributeurs français à décaler les différentes promotions du Black Friday de cette année. Alors que ces dernières sont prévues initialement pour le 27 novembre 2020, le ministre affirme lors de la séance de questions au gouvernement au Sénat du 18 novembre 2020, « Est-ce que vraiment, vendredi prochain, c'est la bonne date pour organiser un Black Friday ? Ma réponse est non », en demandant aux différents acteurs de la grande distribution et du commerce en ligne d’« examiner toutes les possibilités de décaler cette opération qui n'a pas de sens dans les circonstances actuelles ». Le 20 novembre, le gouvernement français demande aux entreprises de commerce électronique comme Amazon et les chaînes de supermarchés de reporter la promotion des achats à rabais « Black Friday » d'une semaine au 4 décembre,.

### Critiques
Depuis 2015, l’association UFC-Que choisir dénonce régulièrement le Black Friday. À l'appui, cette association de consommateurs examine les prix de milliers d’articles vendus le jour du Black Friday sur les vingt plus grands sites de commerce électronique en France, les comparant à ceux pratiqués une semaine auparavant. Le résultat est que la moyenne des réductions effectives sur chaque article est inférieure à 2 %,. Dans son étude du Black Friday de 2016, l'association indique :

« Pour l’édition 2016, les conclusions de notre comparaison des prix ne sont guère plus encourageantes. Si on considère qu’une ristourne de 20 % commence à être intéressante pour les consommateurs, ils vont devoir se contenter de quelques offres :
- PC portables : 26 offres sur les 3 813 étudiées proposent une remise supérieure à 20 % (soit 0,7 % des offres sur Internet) ;
- appareils photo numériques : 20 offres sur les 2 566 étudiées proposent une remise supérieure à 20 % (soit 0,8 % des offres sur Internet) ;
- smartphones : 52 offres sur les 4 099 étudiées proposent une remise supérieure à 20 % (soit 1,3 % des offres sur Internet) ;
- téléviseurs : 28 offres sur les 1 928 étudiées proposent une remise supérieure à 20 % (soit 2 % des offres sur Internet) ;
- lave-linge : 19 offres sur les 1 160 étudiées proposent une remise supérieure à 20 % (soit 1,6 % des offres sur Internet) ;
- tablettes tactiles : 9 offres sur les 1 644 étudiées proposent une remise supérieure à 20 % (soit 0,5 % des offres sur Internet). »

Depuis 2017, l'opposition au Black Friday s'organise pour lutter contre la surconsommation. Certaines entreprises avec une démarche éthique refusent d'y participer. Des associations écologistes soutiennent ce mouvement en formant un collectif appelé Green Friday,,,.
En 2017, le réseau de recyclage Envie lance lors du Black Friday des animations portes ouvertes dans ses ateliers pour « sensibiliser les Français aux alternatives responsables », parvenant à « se faire entendre face à la frénésie d'achat du Black Friday venu des États-Unis »,. La même année, l'organisation Greenpeace organise la campagne « Faites quelque chose », avec plus de 273 événements dans 38 pays, invitant à « ne rien acheter » lors du Black Friday. L'organisation privilégie des ateliers et des conférences sur le recyclage, la réparation et l'auto-production de biens par les particuliers (do it yourself),. La CAMIF prend elle aussi une position radicale en fermant son site de vente en ligne ce jour-là. L'enseigne explique que le Black Friday représente l'inverse des valeurs qu'elle prône. L'opération est depuis répétée chaque année et a reçu le soutien du collectif #NousSommesDemain.
La contestation du Black Friday prend de l’ampleur en 2019 avec une convergence des mouvements ANV-COP21, ATTAC, Extinction Rebellion et Youth for Climate, comprenant des blocages, notamment de dépôts Amazon. 600 marques françaises suivent la campagne « Make Black Friday green again », un mouvement collectif à l'initiative de l'entreprise Faguo qui s'oppose à la surconsommation et à la surproduction,,. Emery Camillat, président de la CAMIF, dénonce un « matraquage publicitaire consistant à débrancher le cerveau des gens pour leur faire acheter plus ». Des actions de blocage de centres commerciaux et de dépôts de commerce en ligne dans plusieurs pays de l'OCDE s'accompagnent du slogan « Block Friday ».
La communauté du projet KDE s'est également vigoureusement opposée au Black Friday et a lancé en réaction le Blue Friday, dont la page officielle, outre les critiques vis-à-vis du Black Friday, incite les gens à faire des dons pour financer le projet.

### Législation
Le 25 novembre 2019, à l'initiative de l'ancienne ministre de l’écologie Delphine Batho, un amendement au projet de loi antigaspillage est adopté en commission de l'Assemblée nationale, proposant d’intégrer la publicité du « Black Friday » aux « pratiques commerciales agressives » au nom de la lutte contre la « surconsommation ». L’Assemblée nationale s’est prononcée, le 9 décembre 2019, pour mieux lutter contre certaines publicités « trompeuses » du Black Friday, mais sans aller jusqu’à des interdictions.

## En Suisse
En Suisse, les promotions du Black Friday apparaissent en 2014 et c'est Manor qui en est le pionnier.
En 2016, l'événement prend de l'ampleur avec une participation croissante des commerçants suisses. La demande sur le Web rend inaccessibles les sites Web de certaines grandes enseignes comme Melectronics, Media Markt ou Microspot.
En 2018, Google Trends enregistre un nombre croissant de recherches concernant le Black Friday le mois précédant l’événement, avec une hausse de 30 % par rapport à l'an 2017. Les commerçants s'attendaient à ce que les Suisses dépensent quelque 440 millions de francs le jour de l'événement.
En 2024, malgré les critiques, le Black Friday reste populaire en Suisse, avec un chiffre d'affaires attendu de 470 millions de francs suisses, marquant une diminution par rapport aux années précédentes.

## Aux États-Unis
En 2020, selon les données d'Adobe Analytics, Cyber Monday a atteint un nouveau record entre 10,8 milliards de dollars et 12,7 milliards de dollars. Les consommateurs américains ont dépensé 6,3 millions de dollars par minute en achats en ligne et 3,6 milliards de dollars via les smartphones. C'était la deuxième plus grande journée en ligne et en ligne de l'histoire des États-Unis.

## Au Canada
Au Québec, le Black Friday se nomme le Vendredi fou. Depuis quelques années, il est remarqué que de plus en plus de soldes du Vendredi fou débutent de plus en plus tôt. Plusieurs magasins offrent désormais des rabais exclusifs en ligne pendant le Black Friday. Au Québec, on sent que le Vendredi fou est devenu plus populaire que le Boxing Day.[réf. nécessaire].